# Kist
Kist település Németországban, azon belül Bajorországban. Lakosainak száma 2728 fő (2023. december 31.). Kist Eisingen és Kleinrinderfeld községekkel határos.

## Népesség
A település népessége az elmúlt években az alábbi módon változott:
| Lakosok száma | 736  | 1326 | 2135 | 2293 | 2458 | 2495 | 2528 | 2547 | 2661 | 2728 |
|               | 1875 | 1950 | 1975 | 1987 | 2012 | 2014 | 2016 | 2017 | 2021 | 2023 |